# Tropidozineus ignobilis
Tropidozineus ignobilis är en skalbaggsart som först beskrevs av Bates 1863.  Tropidozineus ignobilis ingår i släktet Tropidozineus och familjen långhorningar. Inga underarter finns listade i Catalogue of Life.